# Biztosítópalota (Miskolc)
A Biztosítópalota az egykori Első Magyar Általános Biztosító Társaság épülete Miskolcon, a Széchenyi István utca 10. alatt. Jelenleg a Vám- és Pénzügyőrség használatában van.

## Története
Miskolcon az első helyi biztosítótársaság, a Szemere Bertalan által létrehozott Tiszamelléki Kölcsönös Tűzkárbiztosítási Társulat volt, amely 1848. január 24-én alakult meg (előtte bécsi és trieszti képviselet intézte a biztosítási ügyeket). 1867-ben ebből a tűzkárbiztosítóból jött létre az Első Magyar Általános Biztosító Társaság. Hatásköre „Borsod, Gömör, Ung egész területére, Abaúj és Zemplén fele részére” terjedt ki, „…s mintegy négyszáz ügynöke” volt – adta hírül a korabeli sajtó. A telken azelőtt az egykori Dőry-kúria nyugati szárnyépülete állt (itt született Aszalay Ferenc, Rákóczi titkára), amelyben számos üzlet működött, s itt volt a diósgyőri koronauradalom sóraktára is. A lebontott szárnyépület miatt aszimmetrikus a mai Miskolci Galéria Széchenyi utcai frontja, azelőtt a főbejárat az épület közepén helyezkedett el.
Átadásakor a kétemeletes épület kiemelkedett zömmel földszintes környezetéből, ma is magasabb a környező házaktól. Homlokzata hétaxisú, szimmetrikus kialakítású. Hangsúlyos bejáratát kétoldalt erőteljes falpillérek fogják közre, s ezek támasztják alá a széles első emeleti erkélyt. Az erkély két széléről egy-egy hatalmas pilaszter emelkedik a legfelső szintig. Az épület felső részén széles timpanont alakítottak ki, amelyben látványos stukkódíszek között a koronás magyar címer látható, alatta a cégnévvel. Az épület földszintjén négy üzlet működött.
1988-1989-ben az épületet felújították, udvarát befedték, földszintjén két üzletnek alakítottak ki helyet. Benne 2000-ig az Állami Biztosító működött, 2002-ben pedig a Vám- és Pénzügyőrség Észak-Magyarországi Regionális Parancsnoksága költözött be a Horváth Lajos utcai központjukból. A timpanonban az ő nevük olvasható. Az épület homlokzatát egy időben rikító sárgára festették, de ezt néhány év múlva nyugodtabb színek váltották fel. A ház falán 2004 óta látható az Aszalay Ferencre emlékező márványtábla.

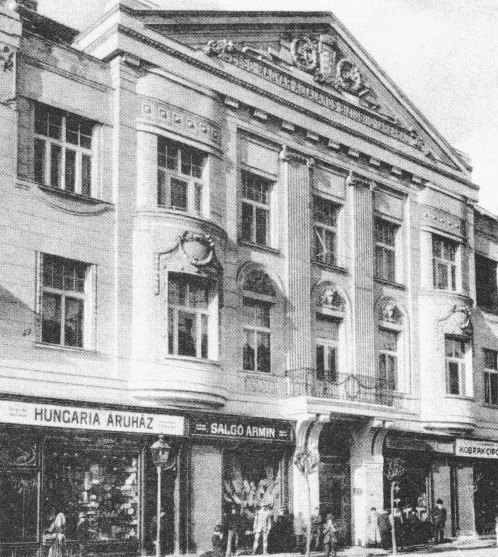
A palota 1909-ben
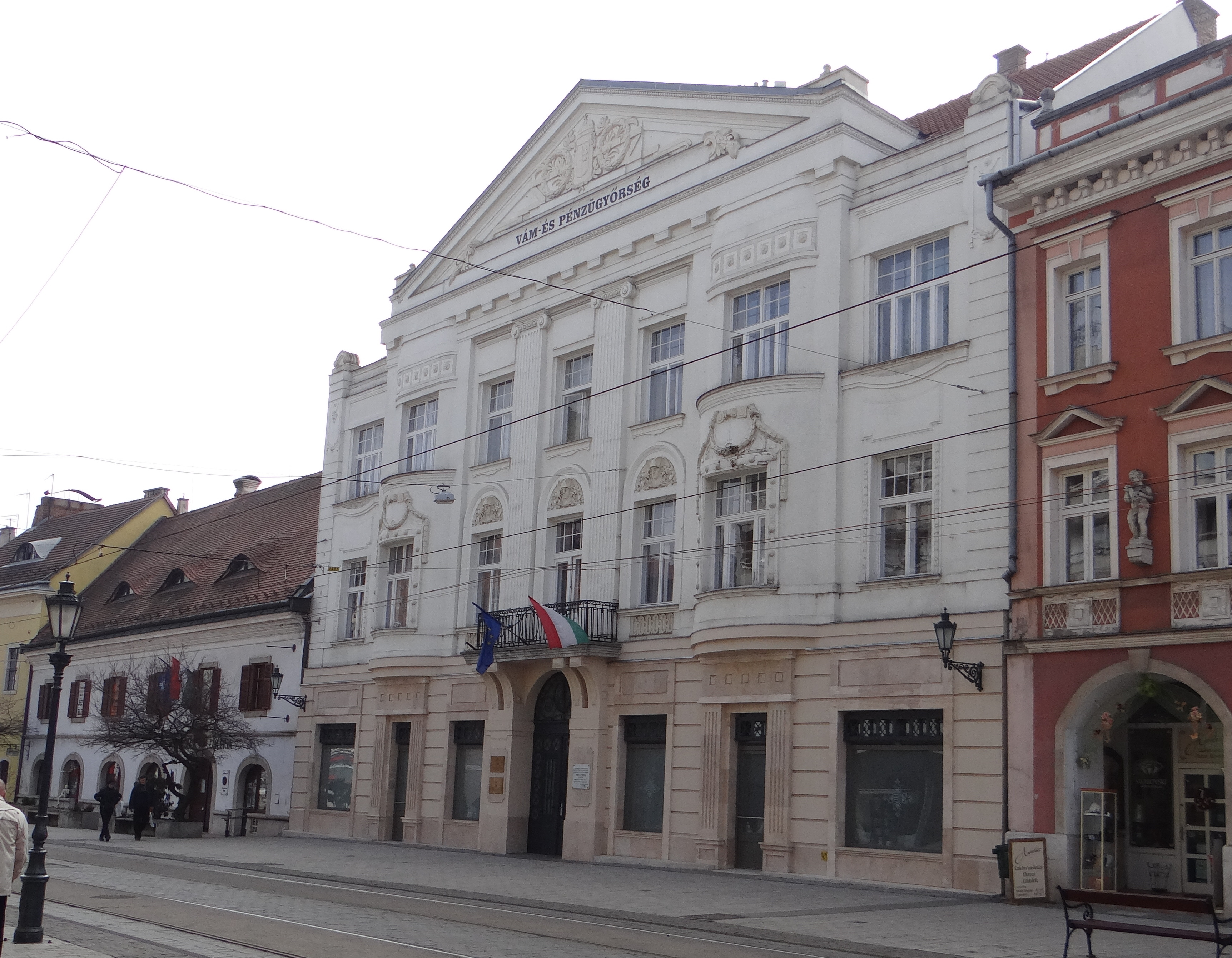
2017-ben
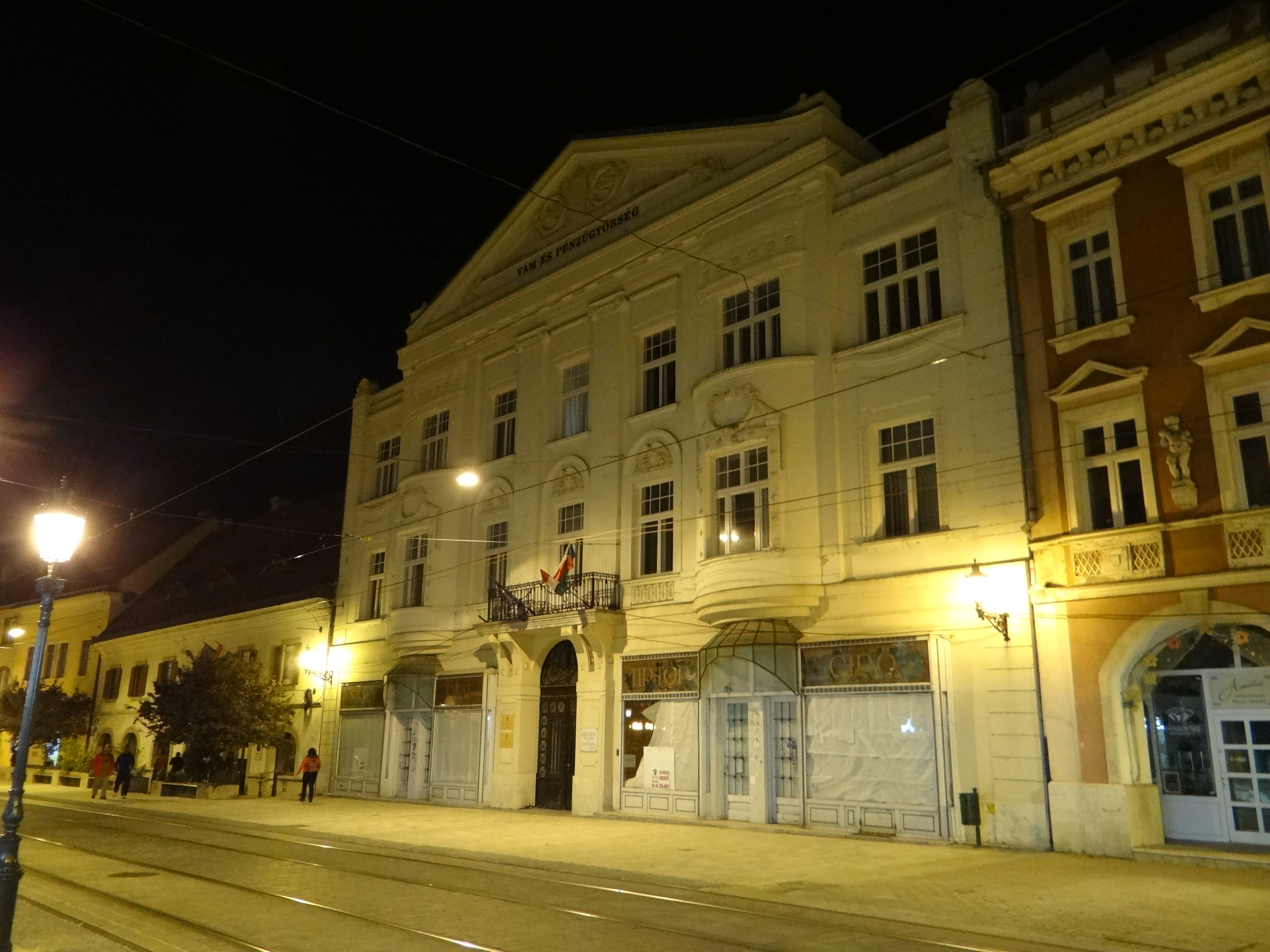
Az épület este
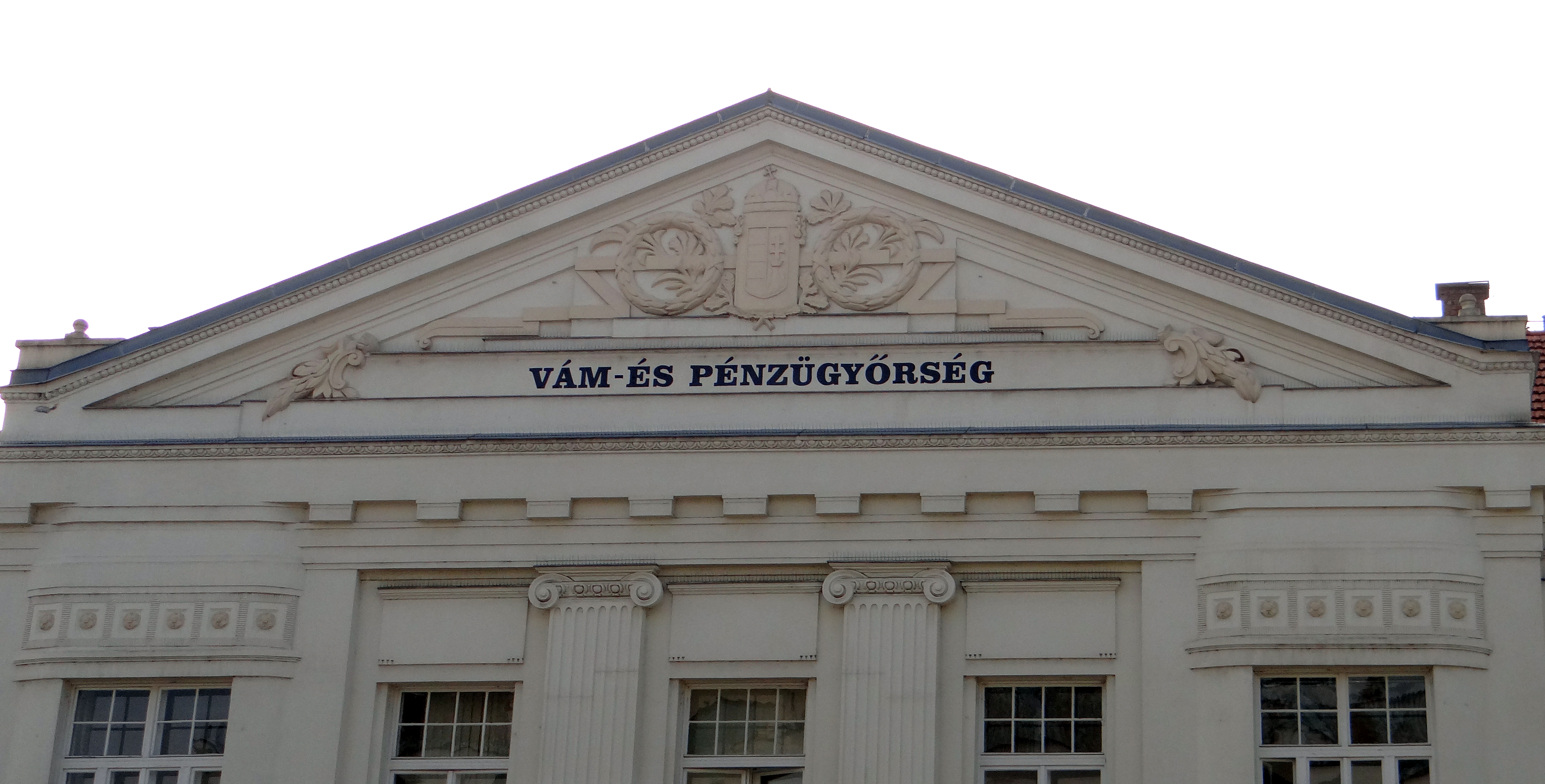
Részlet
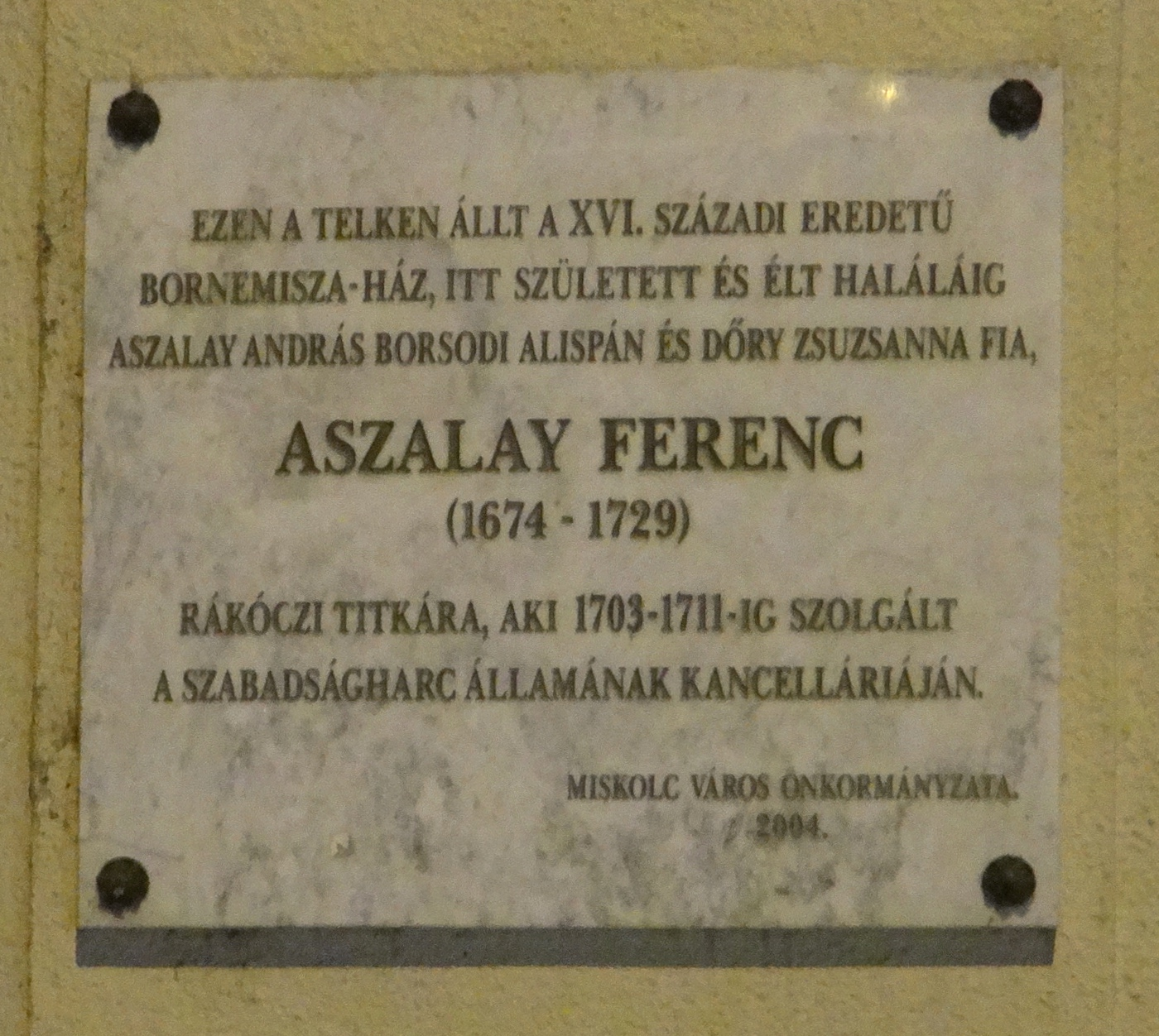
Aszalay Ferenc emléktáblája